# Siedlung Im Forach

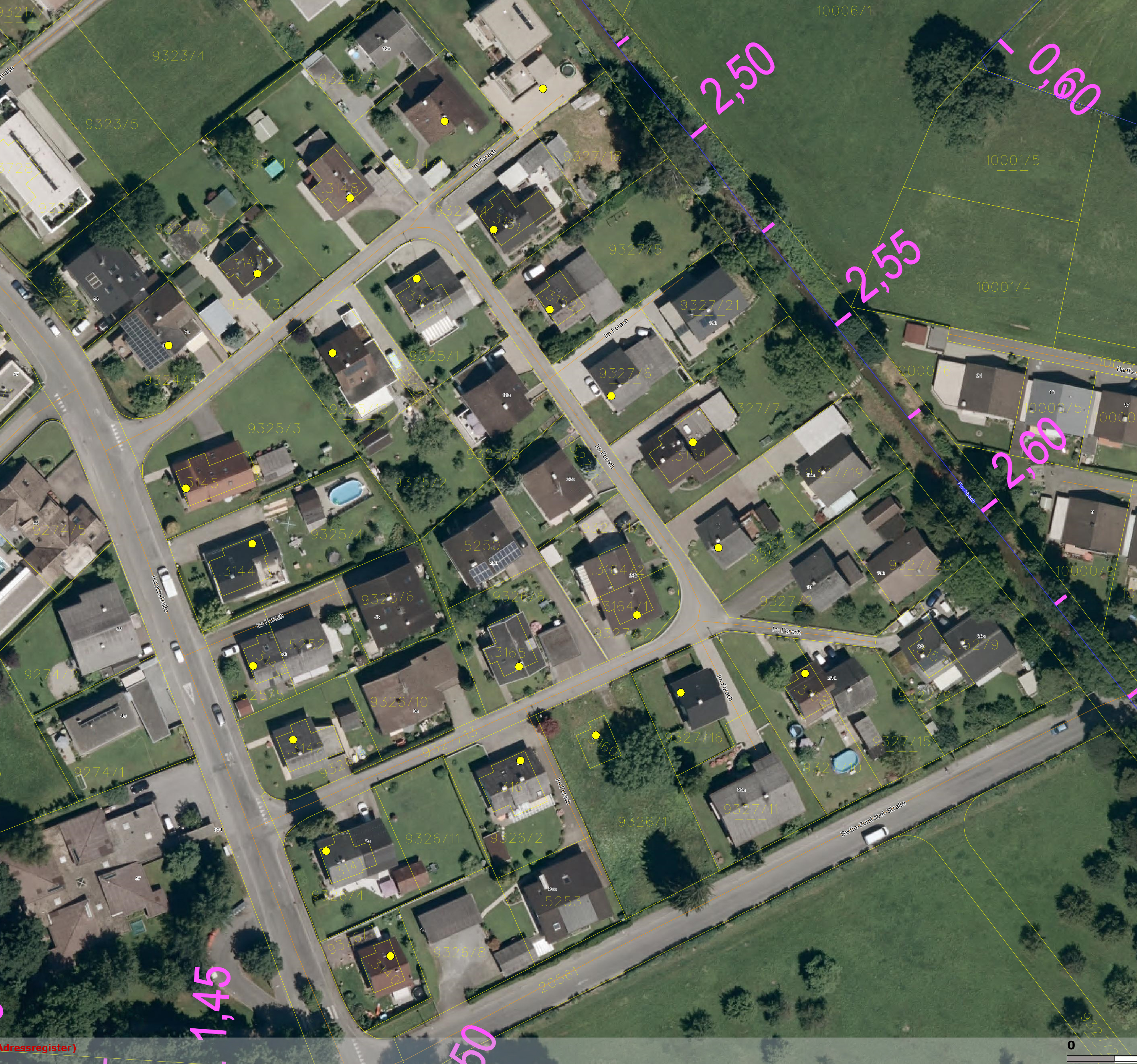
Luftbild „Siedlung Im Forach“. Die gelben Punkte zeigen die Häuser der ursprünglichen Siedlung

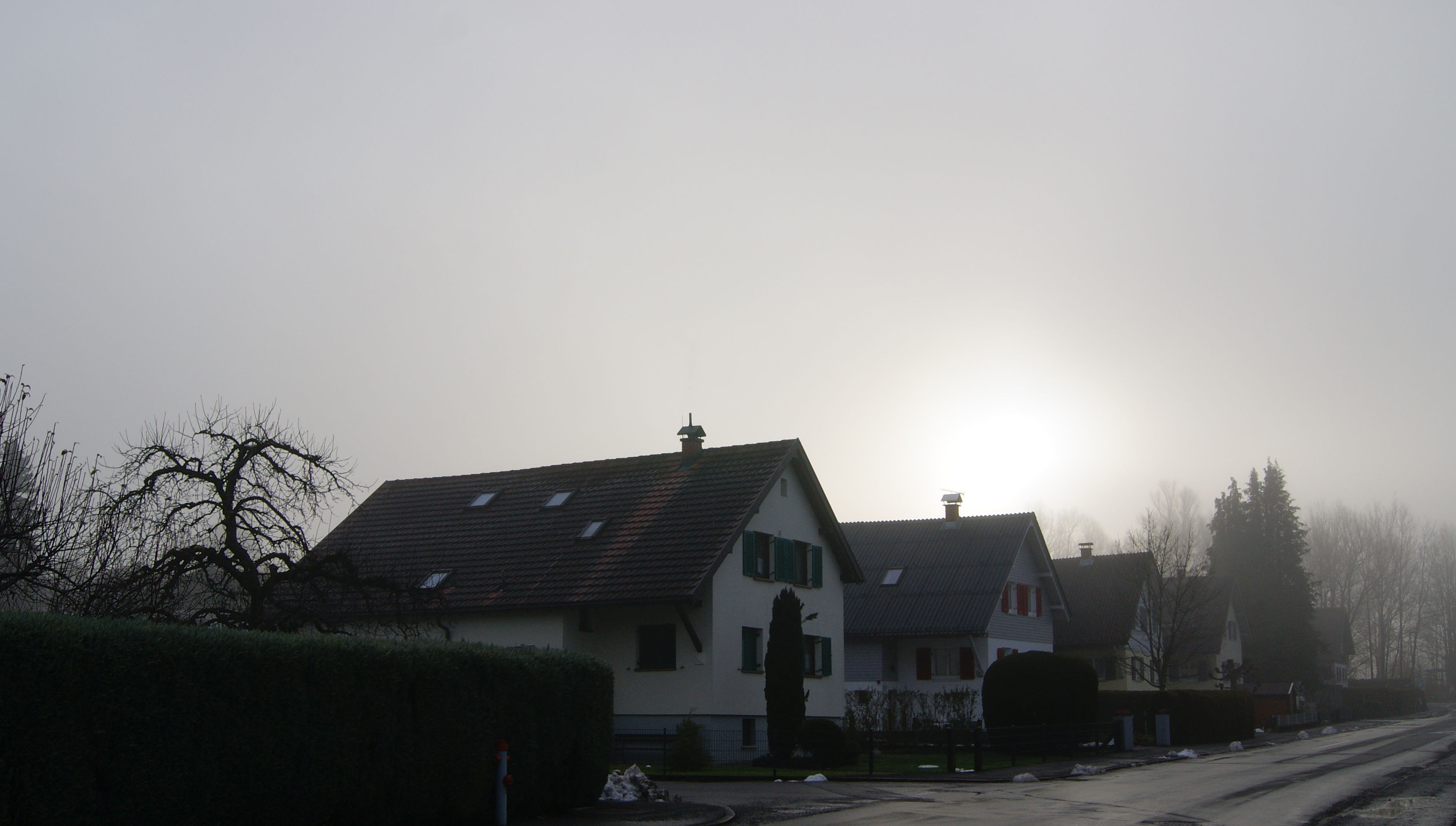
Vier Häuser aus der Siedlung Im Forach im Winternebel 2017.

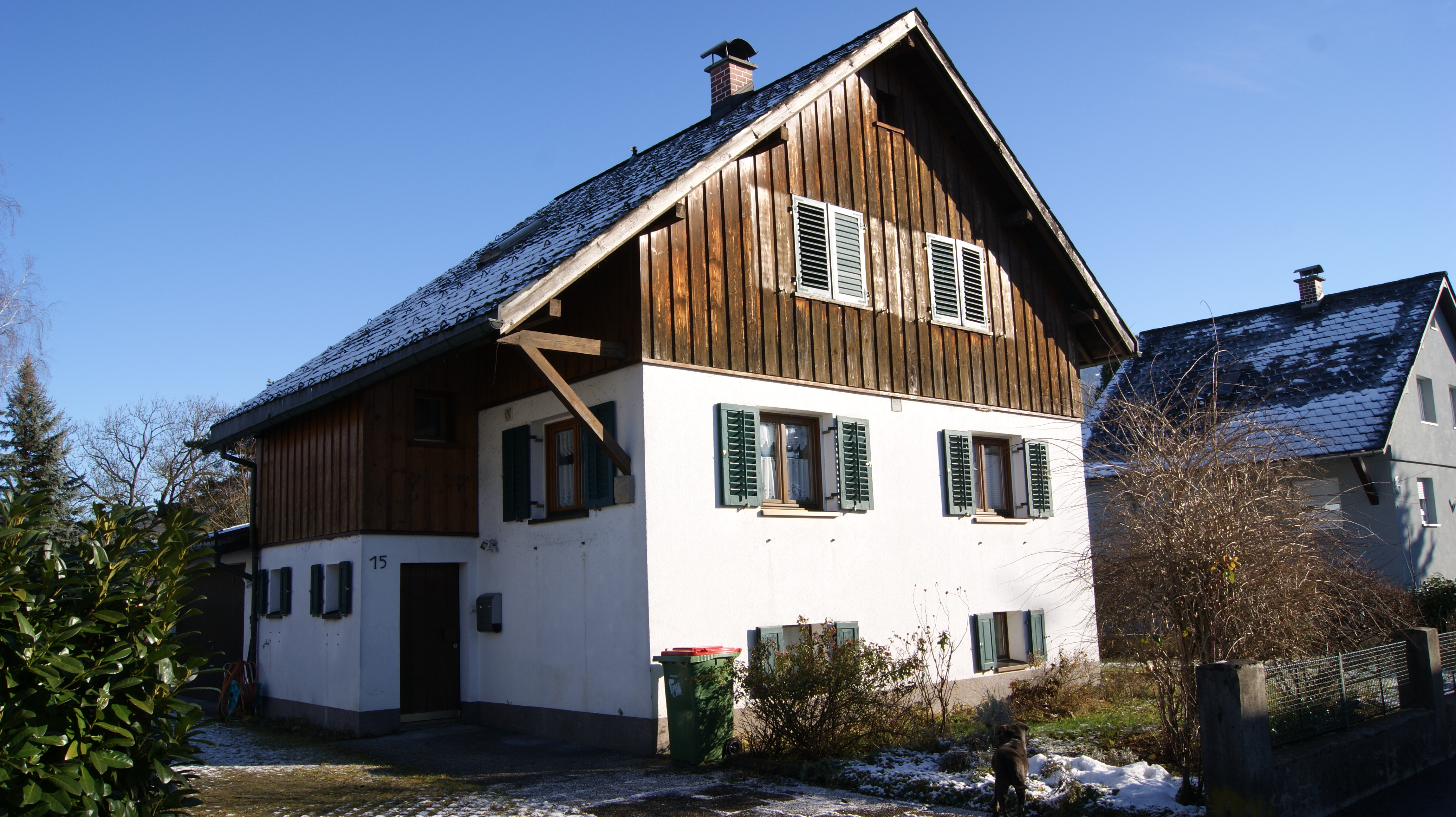
Haus Nr. 15 der Siedlung im dafür typischen Stil

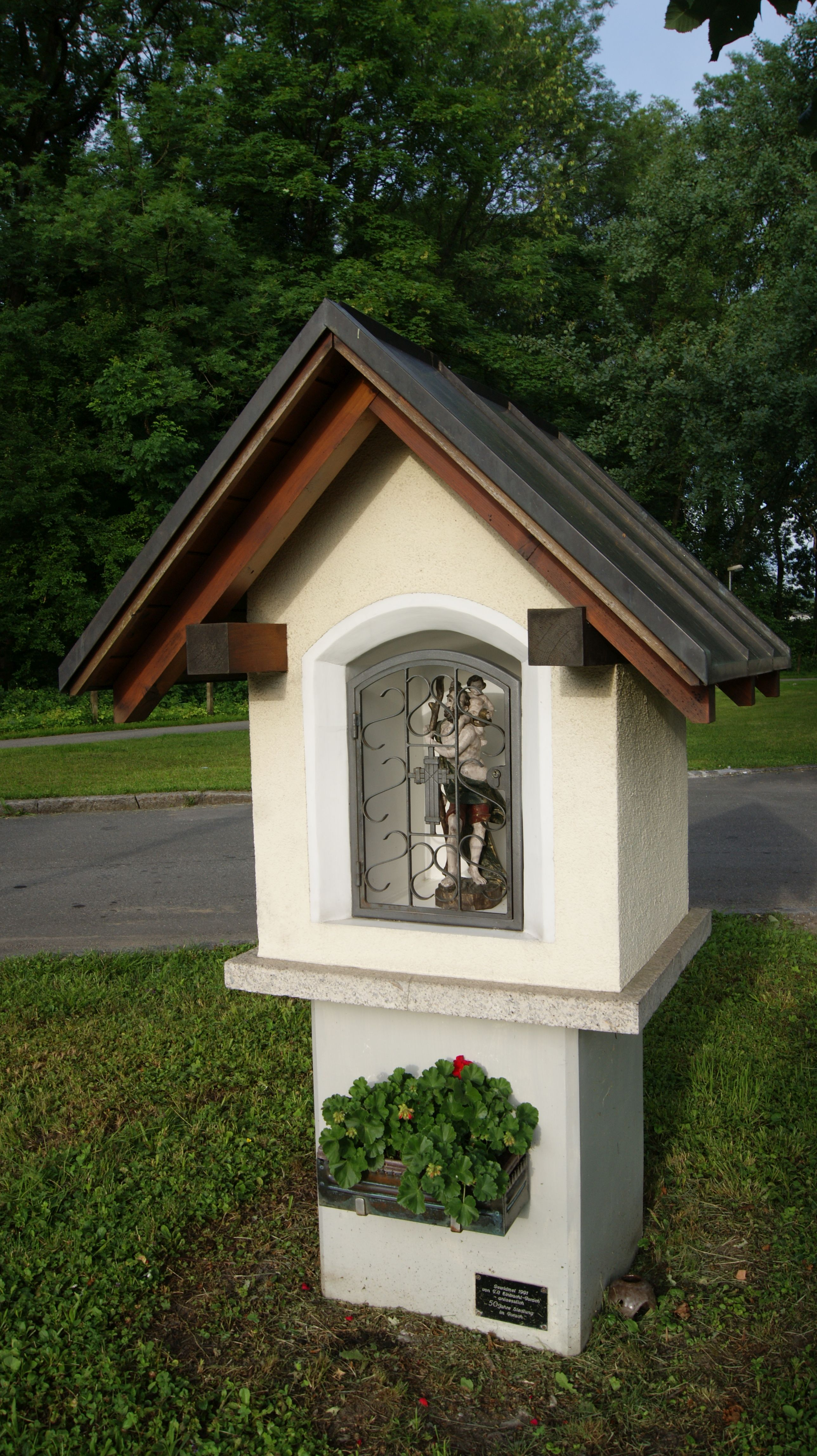
Diese Bildstock wurde 1991 zum 50-jährigen Jubiläum der Errichtung der Siedlung im Forach in der Nähe des Kindergarten Forach errichtet und durch den FC Eintracht-Forach gestiftet.

Die Siedlung Im Forach war ein Bauprojekt von 26 Einfamilienhäusern mit maßgeblicher Eigenleistung der späteren Bewohner und wurde 1937 bis 1938 errichtet, um preiswerten Wohnraum für die relativ mittellosen Schichten der Bevölkerung nach dem Ende des Ersten Weltkriegs im Stadtgebiet von Dornbirn, Vorarlberg, Österreich, zu schaffen.

## Hintergrund und Geschichte
Solche Siedlungen, teilweise auch als Arbeitersiedlungen oder zeitgenössisch auch als Arbeiterkolonien bezeichnet, wurden im 19. Jahrhundert und in der ersten Hälfte des 20. Jahrhunderts auf Initiative gemeinnütziger Gesellschaften oder von Unternehmern im gesamten deutschsprachigen Raum gebaut, um preiswerten und gesunden Wohnraum für die damals noch weitgehend unbegüterten Schichten der Bevölkerung zu schaffen und die nach dem Krieg herrschende Wohnungsnot zu beseitigen. Architekten und Bautechniker begannen sich bereits um die Mitte des 19. Jahrhunderts, mit der Anlage von solchen Siedlungen auseinanderzusetzen, um auch den einfachen Menschen Dauerhaftigkeit und Sicherheit, zweckmäßige Raumaufteilung, unter Berücksichtigung von Licht, Luft und Vegetation, aber auch die Freizeit- und Sportmöglichkeiten, als Grundlage gesunden Wohnens zu schaffen.
Die Siedlung Im Forach mit 26 Wohnhäusern ist Teil der Siedlerbewegung im deutschsprachigen Raum (siehe auch: Siedlerbewegung Wien), bei der Wohnraum für ärmere Bürger am damaligen Stadtrand errichtet wurde (daher auch Stadtrandsiedlung). In Österreich wurde der Gedanke der Siedlerbewegung u. a. vom Bundesminister für soziale Verwaltung, Josef Resch (CS und VF) übernommen, in Dornbirn vom Landtagsabgeordneten Josef Anton Fäßler (CS). Dabei wurden zur einfachen Realisierung des Projektes kostengünstige Kredite vergeben und der Baugrund von einer Gemeinde zu günstigen Konditionen bereitgestellt. In Gemeinschaftsarbeit wurden die Wohnhäuser von den späteren Eigentümern errichtet und die Baukosten dadurch niedrig gehalten. Die Wohnhäuser wurden erst nach der vollständigen Errichtung unter den späteren Eigentümern verlost, damit diese sich keinen Vorteil vor den anderen bei der Errichtung verschaffen konnten. Eine ähnliche, kleinere, Siedlung wie die im Forach, wurde 1934–1935 mit 23 Einheiten in der Birkenwiese (siehe Siedlung Birkenwiese) und zuvor, noch kleiner, als Siedlung Im Porst realisiert.
Zur Umsetzung solcher Projekte wurde für die Siedlung Birkenweise die Gemeinnützige Siedlungsgenossenschaft Dornbirn (r.G.m.b.H.) Anfang August 1934 gegründet, welche auch für die Siedlung Im Forach zuständig war. Baubeginn der Siedlung war 1937.
Nach einigen behördlich genehmigten Bausünden in den 1960er bis 1980er Jahren wurde vom Amt der Stadt Dornbirn bei Umbauten streng darauf geachtet, dass der besonders erhaltungswürdige Charakter der Arbeitersiedlung in Bezug z. B. auf die maximale Geschosshöhe, Gebäudeform, Dachneigung, Giebelausrichtung etc. bei Um- und Neubauten gewahrt bleibt. 2022 wurde jedoch vom Amt der Stadt Dornbirn dann ein Wohnprojekt ganz außerhalb dieser Kriterien befürwortet, das aus einer dreistöckigen Wohnanlage mit „Luxuswohnungen“, Pool und Tiefgarage besteht (die günstigste Wohnung wäre um 1,2 Millionen Euro verkauft worden). Gegen dieses Projekt „Im Forach 10“ und die damit verbundene Zerstörung des Charakters der historischen Arbeitersiedlung formierte sich im Frühjahr 2022 eine Bürgerinitiative, die von den  Dornbirner GRÜNEN (unter Leitung von Juliane Alton) politisch unterstützt wird. Zuvor eingebrachte Beschwerdebriefe von Anrainer wurden von der zuständigen Bürgermeisterin, Andrea Kaufmann (ÖVP), nicht beantwortet. Am 20. April 2022 berichtete der Österreichische Rundfunk (ORF) über diese völlig konträre Vorgehensweise des Amts der Stadt Dornbirn unter Beiziehung einer Sachverständigen des Bundesdenkmalamtes. Der zuständige Projektleiter des Wohnbauprojektes „Im Forach 10“ gab daraufhin gegenüber dem ORF an, auf das Bauprojekt zu verzichten.

## Lage
Die Siedlung Im Forach (etwa 414 m ü. A.) entstand in einem über zwei Hektar großen, bis dahin unbebauten Riedgelände im heutigen Stadtbezirk Rohrbach (Forach) am nordwestlichen Rand des damals besiedelten Stadtgebiets. Die Siedlung „Im Forach“ umfasst das Geviert zwischen der „Forachstraße“ und dem Fischbach unterhalb der „Bartle-Zumtobel-Straße“. Nur wenige Meter entfernt fließt der Fischbach. In den Jahrzehnten nach dem Zweiten Weltkrieg entwickelte sich das Gebiet Forach rasch zu einem wichtigen Siedlungsgebiet in Dornbirn. Heute ist diese Siedlung in das sonstige Siedlungsgebiet kaum unterscheidbar eingebettet, beim Bau war diese noch klar abgegrenzt.

## Größe der Siedlung
Die Siedlung Im Forach besteht aus sechzwanzig frei stehenden, weitgehend baugleichen Einfamilienhäusern auf einer Fläche von etwa 26.000 m². Die Siedlung wurde nach dem Zweiten Weltkrieg durch Grundteilungen erweitert und umfasst nun rund vierzig Wohnhäuser.

## Bau, Planung, Ausführung und Ausstattung
Damit die Voraussetzungen gegeben waren, um einen günstigen Bundeskredit zu erhalten, mussten im Rahmen des Projektes verschiedene Voraussetzungen erfüllt werden. Jede Siedlerstelle (Wohnhaus mit umliegender Nutzfläche) musst so groß sein, dass dadurch die Kleintierhaltung möglich war (mindestens 600 m², maximal 2500 m² Grundfläche). Gefördert wurden Langzeitarbeitslose, Kriegsinvaliden und kinderreiche Familien. Die Kosten eines Hauses sollten 5.000 Schilling (EURO 363,36) nicht übersteigen, davon hatte der Siedler 10 % selbst aufzubringen und etwa 1500 Arbeitsstunden für die Errichtung des Hauses. Der Wert der Arbeitsstunden wurde auf diese 10 % nicht angerechnet.  Die restlichen 90 % wurden vom Bundes-Wohn- und Siedlungsfonds als Darlehen vergeben.
Der benötigte Baugrund wurde von der Stadt Dornbirn abgegeben. Jeder Siedler erhielt etwa 1000 m² Baugrund. Nach der Errichtung der gesamten Anlage  wurden die errichteten Wohnhäuser unter den Siedlern verlost.
Die Baukörper sind im Sinne der Stuttgarter Schule traditionell und einfach gestaltet und weisen annähernd gleich große Räume auf. Die sechszwanzig zweigeschossigen Einfamilienhäuser bieten in den beiden Vollgeschossen jeweils einer Familien Obdach. Gleichermaßen ausgerichtete Nutzgärten und Zäune verstärken den einheitlichen Eindruck des Ensembles, der bis heute, trotz Zubauten und Änderungen besteht. Zu Anfang waren die Siedler verpflichtet, die Nutzgärten mit Getreide, Gemüse und anderem zur Eigenversorgung zu bepflanzen und Kleinvieh zu halten.